# Acalypha stachyura
Acalypha stachyura är en törelväxtart som beskrevs av Ferdinand Albin Pax. Acalypha stachyura ingår i släktet akalyfor, och familjen törelväxter. Inga underarter finns listade i Catalogue of Life.